# Röth (Gesees)
Röth ist ein Wohnplatz der Gemeinde Gesees im oberfränkischen Landkreis Bayreuth in Bayern.

## Geografie
Der ehemalige Weiler ist mittlerweile im Röthweg des Gemeindeteils Gesees aufgegangen.

## Geschichte
In der ersten Hälfte des 19. Jahrhunderts wurde Röth auf dem Gemeindegebiet von Gesees und Forkendorf gegründet. Am 1. Januar 1970 wurde der Forkenhofer Teil von Röth nach Gesees eingemeindet.

### Einwohnerentwicklung
Röth-Gesees
| Jahr      | 001861 | 001871 | 001885 | 001900 | 001925 |
| Einwohner | 6      | 7      | 3      | 4      | 2      |
| Häuser    |        |        | 1      | 1      | 1      |
| Quelle    | [ 6 ]  | [ 7 ]  | [ 8 ]  | [ 9 ]  | [ 10 ] |

Röth-Forkendorf
| Jahr      | 001861 | 001871 | 001885 | 001900 | 001925 | 001950 | 001961 | 001970 |
| Einwohner | 4      | 7      | 7      | 3      | 5      | 6      | 16     | 19     |
| Häuser    |        |        | 1      | 1      | 1      | 1      | 3      |        |
| Quelle    | [ 6 ]  | [ 11 ] | [ 8 ]  | [ 9 ]  | [ 10 ] | [ 12 ] | [ 13 ] | [ 14 ] |

## Religion
Röth ist evangelisch-lutherisch geprägt und nach St. Marien (Gesees) gepfarrt.